# كارل شتيرن
كارل شتيرن (بالفرنسية: Karl Stern)‏ (و. 1906 – 1975 م) هو طبيب نفسي، وأستاذ جامعي، وطبيب أعصاب من كندا، وألمانيا، ولد في كام، توفي في مونتريال، عن عمر يناهز 69 عاماً.

## التعليم
تعلم في جامعة لودفيغ ماكسيميليان في ميونخ.

## روابط خارجية
- كارل شتيرن على موقع مونزينجر (الألمانية)